# El Tarapacá
El Tarapacá fue un periódico chileno de carácter local, editado físicamente en la ciudad de Iquique entre 1894 y 1979.

## Historia
El periódico fue fundado el 1 de marzo de 1894 por el político radical David Tomás Mac Iver Rodríguez. En este diario fue donde el escritor Víctor Domingo Silva le dio a Arturo Alessandri el apodo de "León de Tarapacá".
Entre las personalidades que dirigieron el diario se encuentran los políticos Eduardo Frei Montalva (1937), Radomiro Tomic (1937-1941) y Eduardo Sepúlveda Whittle (1946-1948 y 1950).
A mediados del siglo XX, el periódico formaba parte de la Sociedad de Publicaciones El Tarapacá, que también poseía los diarios El Amigo del País de Copiapó, El Noticiero Huasquino de Vallenar, El Día de La Serena y El Debate de Santiago.
La última edición de El Tarapacá fue publicada el 29 de noviembre de 1979.